# Edison International
Edison International est une société par actions américaine du secteur énergétique qui produit, transporte et distribue de l'électricité. 

## Histoire
En octobre 2013, NRG Energy achète Edison Mission Energy, une filiale d'Edison International, filiale qui gère un parc de production électrique de 8 000 MW, pour 2,64 milliards de dollars. 

## Principaux actionnaires
Au 14 octobre 2021.
| The Vanguard Group                                 | 10,9% |
| State Street Global Advisors (en) Funds Management | 7,01% |
| Franklin Advisers                                  | 4,59% |
| Pzena Investment Management                        | 3,87% |
| Fidelity Management & Research                     | 3,06% |
| Capital Research & Management (Global Investors)   | 2,77% |
| Macquarie Investment Management Business Trust     | 2,53% |
| BlackRock Fund Advisors                            | 2,24% |
| Wellington Management                              | 1,89% |
| ClearBridge Investments                            | 1,77% |